# M/Y Stella Marina
M/Y Stella Marina var en svensk motoryacht, som ritades av C.G. Pettersson och byggdes 1927 på Gustafsson & Anderssons varv i Lidingö för Erik Åkerlund.
Ingenjören Gustaf L.M. Ericsson i Stockholm beställde på 1920-talet en 22 meters motorkryssare av C.G. Pettersson. Skrovet byggdes på Värtans Mekaniska Verkstad i Torsvik i Lidingö och det fortsatta bygget skedde på Gustafsson & Anderssons varv. Det fullföljdes dock inte omedelbart, utan Erik Åkerlund köpte senare skrovet, varefter ritningarna omarbetades. Fartyget sjösattes den 11 juli 1927.
Fritz Janke ritade inredningen av matsalongen på däck, stora salongen under däck, chefshytten och damsalongen. I Stora salongen hängdes en marinmålning av Gerhard Albe.
Stella Marina förlängdes till 27,9 meters längd 1929/1930 efter ritningar av C.G. Pettersson på Värtans Mekaniska Verkstad. Det gamla akterskeppet användes till en av C.G. Pettersson ritade 24 meters motorkryssare för Clas Groschinsky, som byggdes 1938.
Vid utbrottet av andra världskriget lades Stella Marina upp på Hästholmsvarvet, där hon låg till 1945. Erik Åkerlund var då död, och fartyget köptes av Hästholmsvarvets chef Knud H. Reimers och Clas Groschinsky. Hon såldes till slut till den italienske affärsmannen Giovannini Martino och fick ny hemmahamn i Portofino i närheten av Genua i Italien. Hennes senare öde är inte känt.